# La profezia dei Romanov
La profezia dei Romanov è un romanzo del 2004 dello scrittore statunitense Steve Berry.

## Storia editoriale
Come Berry stesso afferma, ha scritto il libro nel 1996, ma è stato rifiutato da tredici editori che non lo ritenevano adatto alla pubblicazione. Steve, rassegnato, ha dunque scritto un secondo romanzo, The Amber Room, il quale è stato pubblicato nel 2003. Fu solo l'anno dopo che ripropose La profezia dei Romanov e il suo editore accettò di metterlo in commercio. Ora tutti i suoi romanzi sono best seller del New York Times.
L'autore afferma che l'idea gli è venuta durante un tour del Cremlino.
Inizialmente per il romanzo era stato scelto il titolo La quarta Roma, che si capisce leggendo il romanzo, ma non era adatto per vendere un libro sulla Russia. Fu infatti Pam Ahearn, agente di Berry, a suggerire il titolo attuale.
Il romanzo è stato pubblicato Italia nel 2005 dalla casa editrice Tea.

## Trama
Nel 1916 Padre Rasputin, chiamato urgentemente dalla zarina Alessandra Romanov, si precipita a Carskoe Selo per soccorrere l'erede al trono Alessio in preda a un grave attacco di emofilia. Una volta curato il bambino, però, è lui ad apparire delirante: parla di una strana profezia, dodici morti, tumulti in tutto il Paese, ma per qualcuno c'è ancora una speranza.
Mosca, oggi: dopo settant'anni di comunismo e altri di governo debole, la Russia ha votato per tornare alla monarchia. Il candidato al trono è Stefan Baklanov, il quale sembra essere il discendente più diretto dei Romanov, ma è allo stesso tempo crudele e corrotto. Il compito di Miles Lord, un giovane avvocato di Atlanta, è quello di trovare materiale per favorire la candidatura di Baklanov, avvocato e capo di Lord sostenuto legalmente da Taylor Hayes, ma improvvisamente la situazione si capovolge. Dopo che Lord apprende dell'esistenza di una Sacra Compagnia per proteggere lo zar, si ritrova a scappare dalla mafija, intrufolarsi negli archivi di San Pietroburgo e, peggio, proteggere uno sconcertante segreto: forse non tutta la famiglia reale è stata giustiziata a Ekaterinburg durante la rivoluzione russa.

## Edizioni
- Steve Berry, La profezia dei Romanov, traduzione di Beatrice Verri, Narrativa Nord, Editrice Nord, 22 febbraio 2007,  p. 391, ISBN 978-8842913986.
- Steve Berry, La profezia dei Romanov, traduzione di Beatrice Verri, Teadue, TEA, 2008,  p. 392, ISBN 978-88-502-1747-2.
- Steve Berry, La profezia dei Romanov, traduzione di Beatrice Verri, Best TEA, TEA, 17 luglio 2014,  p. 391, ISBN 978-88-502-3611-4.
- Steve Berry, La profezia dei Romanov, traduzione di Beatrice Verri, n. 1632, Teadue, TEA, 30 agosto 2018,  p. 400, ISBN 9788850251308.